# Petr Sýkora (1976)

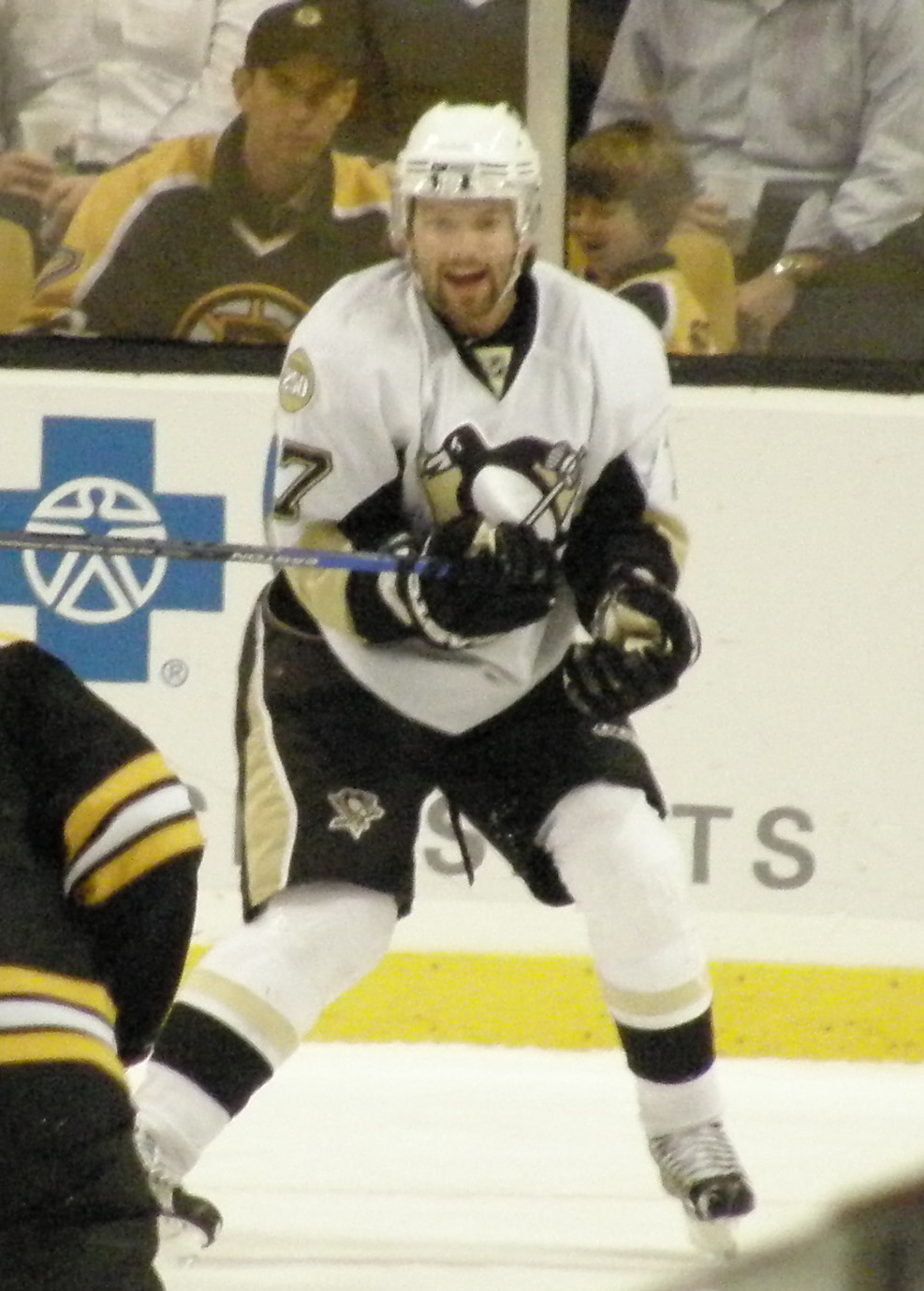
Petr Sýkora v dresu Pittsburgh Penguins

Petr Sýkora (* 19. listopadu 1976, Plzeň) je bývalý český profesionální hokejový útočník.

## Hráčská kariéra
V domácí soutěži nastupoval za HC Plzeň a od sezóny 1993/1994 v severoamerické International Hockey League za Cleveland Lumberjacks, kde se stal ve věku 17 let a 71 dní nejmladším hráčem, který kdy v lize nastoupil. V roce 1995 byl draftován do National Hockey League, když byl v prvním kole vybrán týmem New Jersey Devils. V NHL začal nastupovat od sezóny 1995/1996, v prvním ročníku zaznamenal 42 bodů. V prosinci byl zvolen nejlepším nováčkem měsíce. Výrazně se začal prosazovat od sezóny 1998/1999. V dalších letech nastupoval v útoku přezdívaném A-line s Patrikem Eliášem a Jasonem Arnottem. V sezóně 1999/2000 pomohl týmu vybojovat Stanley Cup, i když v šestém finále proti Dallas Stars utrpěl zranění a byl hospitalizován. Při přebírání poháru tak na ledě chyběl, ale spoluhráči mu později trofej přivezli do nemocnice.
V dalším ročníku zaznamenal své sezónní maximum, když vstřelil 35 gólů a na 46 nahrál. Výborně si vedl i v play-off (22 bodů) a s týmem byl jediné utkání od obhajoby Stanley Cupu, ve finále však nakonec New Jersey Devils podlehli Coloradu Avalanche. V dalším roce jeho produktivita klesla na 48 bodů a v létě 2002 byl vyměněn do Mighty Ducks of Anaheim za Jeffa Friesena a Olega Tverdovského. S týmem si potřetí ve své kariéře zahrál finále Stanley Cupu, podlehl však bývalým spoluhráčům z New Jersey.
Během výluky NHL v ročníku 2004/2005 působil v ruské superlize v týmu Metallurg Magnitogorsk, kde se znova sešel v jednom týmu s Patrikem Eliášem. Po výluce se vrátil do Anaheimu, byl ale v průběhu sezóny vyměněn do New York Rangers. Další ročník odehrál za Edmonton Oilers, nastupoval v útoku s krajanem Alešem Hemským. V roce 2007 podepsal jako volný agent dvouletou smlouvu s Pittsburgh Penguins. V části sezóny nastupoval po boku Sidney Crosbyho nebo Jevgenije Malkina, což mu vyneslo nejlepší produktivitu od roku 2001 (63 bodů). Již počtvrté si zahrál ve finále Stanley Cupu, ale potřetí s týmem odešel poražen, když Pittsburgh podlehl Detroit Red Wings. V následují sezóně si finálový souboj v dresu Pittsburgu proti Detroitu zopakoval. V play-off jej však sužovala zranění, nehrál ani v rozhodujícím sedmém finále, ale po vítězném utkání si na nateklou nohu nazul brusle, aby se připojil k oslavám zisku Stanley Cupu na ledové ploše.
Před sezónou 2009/2010 podepsal smlouvu s Minnesota Wild. Zkraje ročníku však utrpěl otřes mozku a následně pro nízkou produktivitu (3 body ve 14 utkáních) byl nabídnut ostatním týmům, v NHL již v tomto ročníku nenastoupil. V létě 2010 se bez smlouvy s týmem NHL vrátil do rodné Plzně a začal nastupovat za HC Plzeň v útoku s Martinem Strakou a Janem Kovářem. Po zisku třinácti bodů ve třinácti utkáních podepsal smlouvu s běloruským týmem Kontinentální hokejové ligy HK Dinamo Minsk.
V září 2011 nastoupil do tréninkového kempu New Jersey Devils s cílem probojovat se do týmu NHL, kde zažil nejslavnější chvíle své kariéry. Nakonec 5. října 2011 podepsal roční kontrakt v hodnotě 650 tisíc USD. V březnu 2012 odehrál tisící utkání v základní části NHL a v sezóně zaznamenal celkem 21 gólů a 44 kanadských bodů. Pošesté se s týmem probojoval do finále Stanley Cupu, ale na trofej po porážce od Los Angeles Kings nedosáhl. V sezóně 2012/2013 odehrál devět utkání za švýcarský Bern, se kterým získal mistrovský titul. Během následujícího ročníku již k zápasům nikde nenastoupil a 17. března 2014 oznámil ukončení profesionální hokejové kariéry. V roce 2016 trénoval na Floridě devíti a desetileté hokejové juniory.

## Ocenění a úspěchy
- 1993 ČSHL – Nejlepší nováček
- 1994 MSJ – Nejlepší střelec
- 1996 NHL – All-Rookie Tým
- 2023 Uveden do Síně slávy českého hokeje.

## Prvenství

### ČHL
- Debut – 14. září 1993 (HC Škoda Plzeň proti HC Vajgar Jindřichův Hradec)
- První asistence – 14. září 1993 (HC Škoda Plzeň proti HC Vajgar Jindřichův Hradec)
- První gól – 5. října 2010 (HC Plzeň 1929 proti HC Slavia Praha, českému brankáři Miroslavu Kopřivovi)

### NHL
- Debut – 28. října 1995 (New Jersey Devils proti Pittsburgh Penguins)
- První gól – 28. října 1995 (New Jersey Devils proti Pittsburgh Penguins)
- První asistence – 11. listopadu 1995 (New Jersey Devils proti Philadelphia Flyers)
- První hattrick – 11. prosince 2008 (Pittsburgh Penguins proti New York Islanders)

### KHL
- Debut – 17. listopadu 2010 (Traktor Čeljabinsk proti HK Dinamo Minsk)
- První gól – 17. listopadu 2010 (Traktor Čeljabinsk proti HK Dinamo Minsk ruskému brankáři Maximu Sokolovi)
- První asistence – 17. listopadu 2010 (Traktor Čeljabinsk proti HK Dinamo Minsk)

## Klubová statistika
| Sezóna       | Klub                    | Soutěž       |      | Základní část | Základní část | Základní část | Základní část | Základní část |    | Play off | Play off | Play off | Play off | Play off |
| Sezóna       | Klub                    | Soutěž       | Z    | G             | A             | B             | TM            | Z             | G  | A        | B        | TM       |          |          |
| 1991–92      | HC Škoda Plzeň 18       | ČSHL-18      | 30   | 50            | 50            | 100           | —             | —             | —  | —        | —        | —        |          |          |
| 1992–93      | HC Škoda Plzeň          | ČSHL         | 19   | 12            | 5             | 17            | —             | —             | —  | —        | —        | —        |          |          |
| 1993–94      | HC Škoda Plzeň          | ČHL          | 37   | 10            | 16            | 26            | 8             | 4             | 0  | 1        | 1        | 2        |          |          |
| 1993–94      | Cleveland Lumberjacks   | IHL          | 13   | 4             | 5             | 9             | 8             | —             | —  | —        | —        | —        |          |          |
| 1994–95      | Detroit Vipers          | IHL          | 29   | 12            | 17            | 29            | 16            | —             | —  | —        | —        | —        |          |          |
| 1995–96      | Albany River Rats       | AHL          | 5    | 4             | 1             | 5             | 0             | —             | —  | —        | —        | —        |          |          |
| 1995–96      | New Jersey Devils       | NHL          | 63   | 18            | 24            | 42            | 32            | —             | —  | —        | —        | —        |          |          |
| 1996–97      | Albany River Rats       | AHL          | 43   | 20            | 25            | 45            | 48            | 4             | 1  | 4        | 5        | 2        |          |          |
| 1996–97      | New Jersey Devils       | NHL          | 19   | 1             | 2             | 3             | 4             | 2             | 0  | 0        | 0        | 2        |          |          |
| 1997–98      | Albany River Rats       | AHL          | 2    | 4             | 1             | 5             | 0             | —             | —  | —        | —        | —        |          |          |
| 1997–98      | New Jersey Devils       | NHL          | 58   | 16            | 20            | 36            | 22            | 2             | 0  | 0        | 0        | 0        |          |          |
| 1998–99      | New Jersey Devils       | NHL          | 80   | 29            | 43            | 72            | 22            | 7             | 3  | 3        | 6        | 4        |          |          |
| 1999–00      | New Jersey Devils       | NHL          | 79   | 25            | 43            | 68            | 26            | 23            | 9  | 8        | 17       | 10       |          |          |
| 2000–01      | New Jersey Devils       | NHL          | 73   | 35            | 46            | 81            | 32            | 25            | 10 | 12       | 22       | 12       |          |          |
| 2001–02      | New Jersey Devils       | NHL          | 73   | 21            | 27            | 48            | 44            | 4             | 0  | 1        | 1        | 0        |          |          |
| 2002–03      | Mighty Ducks of Anaheim | NHL          | 82   | 34            | 25            | 59            | 24            | 21            | 4  | 9        | 13       | 12       |          |          |
| 2003–04      | Mighty Ducks of Anaheim | NHL          | 81   | 23            | 29            | 52            | 34            | —             | —  | —        | —        | —        |          |          |
| 2004–05      | Metallurg Magnitogorsk  | RSL          | 45   | 18            | 13            | 31            | 44            | 5             | 2  | 3        | 5        | 8        |          |          |
| 2005–06      | Mighty Ducks of Anaheim | NHL          | 34   | 7             | 13            | 20            | 28            | —             | —  | —        | —        | —        |          |          |
| 2005–06      | New York Rangers        | NHL          | 40   | 16            | 15            | 31            | 22            | 4             | 0  | 0        | 0        | 0        |          |          |
| 2006–07      | Edmonton Oilers         | NHL          | 82   | 22            | 31            | 53            | 40            | —             | —  | —        | —        | —        |          |          |
| 2007–08      | Pittsburgh Penguins     | NHL          | 81   | 28            | 35            | 63            | 41            | 20            | 6  | 3        | 9        | 16       |          |          |
| 2008–09      | Pittsburgh Penguins     | NHL          | 76   | 25            | 21            | 46            | 36            | 7             | 0  | 1        | 1        | 0        |          |          |
| 2009–10      | Minnesota Wild          | NHL          | 14   | 2             | 1             | 3             | 8             | —             | —  | —        | —        | —        |          |          |
| 2010–11      | HC Plzeň 1929           | ČHL          | 13   | 5             | 8             | 13            | 14            | —             | —  | —        | —        | —        |          |          |
| 2010–11      | HK Dinamo Minsk         | KHL          | 28   | 8             | 7             | 15            | 58            | 7             | 1  | 1        | 2        | 4        |          |          |
| 2011–12      | New Jersey Devils       | NHL          | 82   | 21            | 23            | 44            | 40            | 18            | 2  | 3        | 5        | 6        |          |          |
| 2012–13      | SC Bern                 | NLA          | 5    | 2             | 2             | 4             | 0             | 4             | 1  | 2        | 3        | 2        |          |          |
| Celkem v NHL | Celkem v NHL            | Celkem v NHL | 1017 | 323           | 398           | 721           | 455           | 133           | 34 | 40       | 74       | 62       |          |          |

## Reprezentace
Premiéra v reprezentaci: 18. srpna 1996 Česko – Finsko ve (Zlín).
| Rok                       | Tým                       | Soutěž                    | Z  | G  | A  | B  | TM |
| ------------------------- | ------------------------- | ------------------------- | -- | -- | -- | -- | -- |
| 1993                      | Česko 18                  | MEJ                       | 6  | 6  | 0  | 6  | 20 |
| 1994                      | Česko 18                  | MEJ                       | 5  | 5  | 4  | 9  | 4  |
| 1994                      | Česko 20                  | MSJ                       | 7  | 6  | 2  | 8  | 6  |
| 1995                      | Česko 20                  | MSJ                       | 3  | 0  | 0  | 0  | 0  |
| 1996                      | Česko                     | SP                        | 1  | 0  | 1  | 1  | 0  |
| 1998                      | Česko                     | MS                        | 6  | 0  | 2  | 2  | 2  |
| 1999                      | Česko                     | MS                        | 6  | 1  | 5  | 6  | 14 |
| 2002                      | Česko                     | OH                        | 4  | 1  | 0  | 1  | 0  |
| 2004                      | Česko                     | SP                        | 3  | 0  | 1  | 1  | 2  |
| 2004/2005                 | Česko                     | EHT                       | 2  | 0  | 0  | 0  | 0  |
| 2005                      | Česko                     | MS                        | 9  | 2  | 1  | 3  | 4  |
| Juniorská kariéra celkově | Juniorská kariéra celkově | Juniorská kariéra celkově | 21 | 17 | 6  | 23 | 30 |
| Seniorská kariéra celkově | Seniorská kariéra celkově | Seniorská kariéra celkově | 31 | 4  | 10 | 14 | 22 |